# Grand Production
Grand Production (tidigare ZaM/Zabava miliona) är ett serbiskt skivbolag, grundat av Saša Popović. Det är känt för att ha sålt skivor av Balkans folk-, pop-folk- och turbo-folkartister. Lepa Brena är hyresvärdinna för Grand Production.

## Artister
Några av artisterna som föregående och för närvarande kontrakterades för Grand, inkluderas:
A
- Aca Lukas (2000; 2004-2009)
- Alma Tucaković
- Ana Bekuta (1999-aktiv)
- Ana Kokić (2005-aktiv)
- Anica Milenković (1996-2001; 2004-2007)

B
- Beki Bekić (1991-2000)
- Biljana Jevtić (1996-1999)
- Biljana Mecinger Bina (2002-2004)
- Boban Zdravković (1995-1997; 2004-2007)
- Bojan Bjelić (2006-2009)
- Branka Sovrlić (2001-2003)

C
- Cakana (2010)
- Ćana
- Ceca (2001)
- Ćira
- Crni
- Cvijetin Nikić (1999-2001; 2004-2005)

D
- Dado Polumenta (2004-2005; 2009-aktiv)
- Dajana Penezić
- Danijela Vranić (2010-present)
- Dara Bubamara (1996-1999; 2002-2009)
- Darko Filipović (2003-aktiv)
- Darko Lazić (2008-aktiv)
- Dejan Matić (2005-aktiv)
- Dinča (2006-aktiv)
- Ðani (1998-2008)
- Dragana Mirković (1992-1993; 1994; 1998-1999)
- Dragan Kojić Keba (1998-2001; 2004)

E
- Elma Sinanović (1998-aktiv)
- Enes Begović
- Era Ojdanić (1999-2002)

G
- Goca Božinovska (1997-2004)
- Goca Lazarević (1999-2004)
- Goga Filipović (2000-2005)
- Goga Sekulić (2005-2010)

I
- Ilda Šaulić (2007-2009)
- Indira Radić (1995-aktiv)
- Indy (2005-2008)
- Ivana Šašić
- Ivana Selakov (2009-aktiv)

J
- Jandrino Jato (2005-2007)
- Jana (1999-2002; 2011-aktiv)
- Jelena Broćić (1999-2004)
- Jelena Karleuša (1999-2000)
- Jovana Tipšin (1995-2001; 2003-2009)
- Jovana Pajić (2004-2006)

K
- Katarina Živković (2006-aktiv)

L
- Lepa Brena (1993-aktiv)
- Lepa Lukić (1998-aktiv)

M
- Maja Marijana (1999-2000; 2003-2008)
- Marina Živković (1998-1999; 2001-2003)
- Marinko Rokvić (1999-2008)
- Marko Bulat
- Marta Savić (1995-2006)
- Mia Borisavljević (2007-aktiv)
- Mikica Bojanić (2000-2003)
- Milan Stanković (2007-2010)
- Mile Kitić (1998-aktiv)
- Milica Todorović (2004-aktiv)
- Miloš Bojanić (1992-1996; 1999-2007)
- Mina Kostić (2004-2006)
- Mira Škorić (2001-aktiv)
- Mitar Mirić (2000-2006)

N
- Nada Topčagić (1997-2005)
- Nataša Đorđević (1998-2005; 2011-aktiv)
- Nataša Kojić (2005-2009)
- Neda Ukraden (2001-2008)
- Nela Bijanić (1998-2002)
- Nena Đurović (2004-2005)

O
- Olja Karleuša (2003-aktiv)

R
- Radiša Urošević
- Radmila Manojlović (2008-aktiv)

S
- Šaban Šaulić (1995-1996; 1998-2005)
- Šako Polumenta (1999-2000)
- Sanja Đorđević (1995-2004)
- Sanja Maletić (2001-2002; 2010-aktiv)
- Saša Matić (2001-2002; 2010-aktiv)
- Seka Aleksić (2002-aktiv)
- Šeki Turković (1998-2001)
- Slavica Ćukteraš (2004-aktiv)
- Slobodan Vasić
- Snežana Đurišić (1997-aktiv)
- Stevan Anđelković (2003-2004; 2006-aktiv)
- Stoja (1999-2009; 2011-aktiv)
- Suzana Jovanović (1997-2002; 2010-aktiv)
- Suzana Mančić

T
- Tanja Savić (2005-aktiv)
- Tina Ivanović (1998-2008)

V
- Vera Matović (2003-2004)
- Vera Nešić (2001-2002)
- Verica Šerifović (1996-aktiv)
- Vesna Zmijanac (1996-2004)
- Viki Miljković (1995-1996; 1997-aktiv)

Z
- Željko Šašić (1998-2004)
- Zlata Petrović (1993-1997; 2001-2005; 2010-aktiv)